# Mesitileno
El mesitileno o 1,3,5-trimetilbenceno es un derivado del benceno con tres sustituyentes metilo colocados simétricamente alrededor del anillo. Los otros dos trimetilbencenos isoméricos son el 1,2,4-trimetilbenceno (pseudocumeno) y el 1,2,3-trimetilbenceno (hemimeliteno). Los tres compuestos tienen la fórmula C6H3(CH3)3, que se abrevia comúnmente C6H3Me3. El mesitileno es un líquido incoloro con olor aromático dulce. Es un componente del alquitrán de hulla, que es su fuente tradicional. Es un precursor de diversos productos de química fina. El grupo mesitilo (Mes) es un sustituyente con la fórmula C6H2Me3 y se encuentra en otros compuestos diversos.

## Preparación
El mesitileno se prepara por transalquilación de xileno sobre catalizador ácido sólido:
2 C6H4(CH3)2 ⇌ C6H3(CH3)3 + C6H5CH3
C6H4(CH3)2 + CH3OH → C6H3(CH3)3 + H2O

Aunque poco práctico, podría prepararse por trimerización del propino, que también requiere un catalizador ácido, y produce una mezcla de 1,3,5- y 1,2,4-trimetilbencenos.
La trimerización de la acetona mediante condensación aldólica, catalizada y deshidratada por ácido sulfúrico, es otro método de síntesis del mesitileno.

## Reacciones
La oxidación del mesitileno con ácido nítrico produce ácido trimésico, C6H3(COOH)3. Utilizando dióxido de manganeso, un agente oxidante más suave, se forma 3,5-dimetilbenzaldehído. El mesitileno se oxida con ácido trifluoroperacético para producir mesitol (2,4,6-trimetilfenol) La bromación se produce fácilmente, dando bromuro de mesitilo:
(CH3)3C6H3 + Br2 → (CH3)3C6H2Br + HBr
El mesitileno es un ligando en química organometálica, un ejemplo es el complejo organomolibdeno  [(η6-C6H3Me3)Mo(CO)3] que puede prepararse a partir del hexacarbonilo de molibdeno.

## Aplicaciones
El mesitileno se utiliza principalmente como precursor de la 2,4,6-trimetilanilina, un precursor de los colorantes. Este derivado se prepara por mononitración selectiva del mesitileno, evitando la oxidación de los grupos metilo.

### Nichos de uso

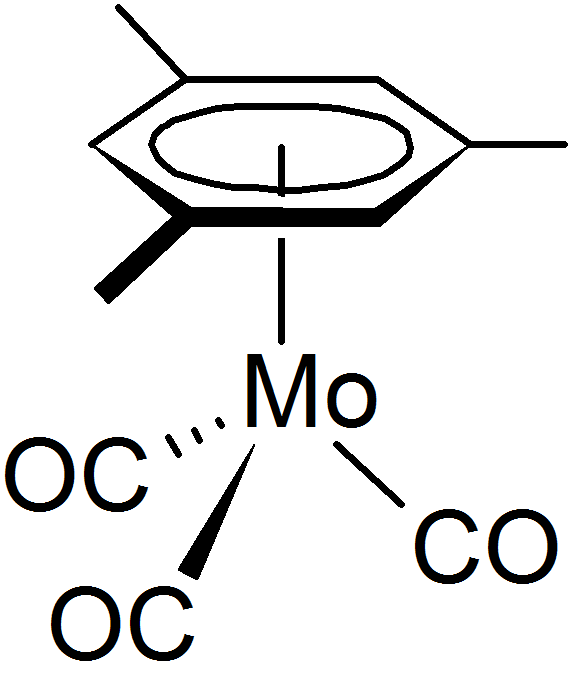
Estructura del (mesitileno)tricarbonilo de molibdeno, [(η^{6-}C_{6}H_{3}Me_{3})Mo(CO)_{3}].

El mesitileno se utiliza en el laboratorio como disolvente especial. En la industria electrónica, el mesitileno se ha utilizado como revelador de siliconas fotoprotectables debido a sus propiedades como disolvente.
Los tres átomos de hidrógeno aromáticos del mesitileno se encuentran en entornos de desplazamiento químico idénticos. Por lo tanto, solo dan un único pico cerca de 6,8 ppm en el espectro de RMN 1H; lo mismo ocurre con los nueve protones metilo, que dan un singlete cerca de 2,3 ppm. Por esta razón, el mesitileno se utiliza a veces como patrón interno en muestras de RMN que contienen protones aromáticos.
El ácido uvítico se obtiene por oxidación del mesitileno o por condensación del ácido pirúvico con agua baritada.
La reacción de Gattermann puede simplificarse sustituyendo la combinación HCN/AlCl3 por cianuro de zinc (Zn(CN)2). Aunque es muy tóxico, el Zn(CN)2 es un sólido, por lo que es más seguro trabajar con él que con el cianuro de hidrógeno (HCN) gaseoso.El Zn(CN)2 reacciona con el HCl para formar el reactivo clave HCN y ZnCl2 que sirve como catalizador de ácido de Lewis in situ. Un ejemplo del método del Zn(CN)2 es la síntesis de mesitaldehído a partir de mesitileno.

## Grupo mesitilo
El grupo (CH3)3C6H2- se denomina mesitilo (símbolo de grupo orgánico: Mes). Los derivados del mesitilo, por ejemplo el tetramesitildiirón, se preparan normalmente a partir del reactivo de Grignard (CH3)3C6H2MgBr. Debido a su gran demanda estérica, el grupo mesitilo se utiliza como gran grupo de bloqueo en catálisis asimétrica (para mejorar la diastereoselectividad o la enantioselectividad) y en química organometálica (para estabilizar centros metálicos de bajo estado de oxidación o bajo número de coordinación). Los análogos más grandes con una demanda estérica aún mayor, por ejemplo los grupos 2,6-diisopropilfenilo (Dipp) y los análogamente denominados Tripp ((iPr)3C6H2, Is) y supermesitilo ((tBu)3C6H2, Mes*), pueden ser aún más eficaces para lograr estos objetivos.

## Seguridad y medio ambiente
El mesitileno es también uno de los principales compuestos orgánicos volátiles (COV) urbanos resultantes de la combustión. Desempeña un papel importante en la formación de aerosoles y de ozono troposférico, así como en otras reacciones de la química atmosférica.